# Virgichneumon zebratus
Virgichneumon zebratus är en stekelart som först beskrevs av Cresson 1867.  Virgichneumon zebratus ingår i släktet Virgichneumon och familjen brokparasitsteklar. Utöver nominatformen finns också underarten V. z. robsonicus.